# Anele ulia
Anele ulia är en insektsart som beskrevs av Otte, D., T. de Carvalho och K.L. Shaw 2003. Anele ulia ingår i släktet Anele och familjen syrsor. Inga underarter finns listade i Catalogue of Life.